# Mebeverina
La mebeverina è un antispastico utilizzato nella sindrome del colon irritabile (IBS). A differenza di altri farmaci d'uso comune, la mebeverina non ha un'azione anticolinergica. Gli studi dimostrano che la sua azione si esplica direttamente sulle fibre muscolari lisce, riducendo la permeabilità al sodio e al calcio in modo tale da ridurne la contrazione. Viene somministrato come mebeverina cloridrato con numero CAS 2753-45-9.